# Distrikt Alayh
Der Distrikt Alayh oder Aley (arabisch عاليه, DMG ʿĀlayh) ist ein Verwaltungsbezirk im Gouvernement Libanonberg, der Republik Libanon und liegt südöstlich der Hauptstadt Beirut. Die Bezirkshauptstadt ist Alayh. Alayh und das benachbarte Bhamdoun sind aufgrund ihres milderen Klimas beliebte Ferien- und Zufluchtsorte.
Der Distrikt ernennt fünf Parlamentsabgeordnete, davon 3 Christlich (einer Orthodox und zwei Maronitisch) und 2 Drusisch. Während des Libanesischen Bürgerkriegs von 1975–1990 waren Alayh und sein Distrikt Schauplatz einiger Konfrontationen.

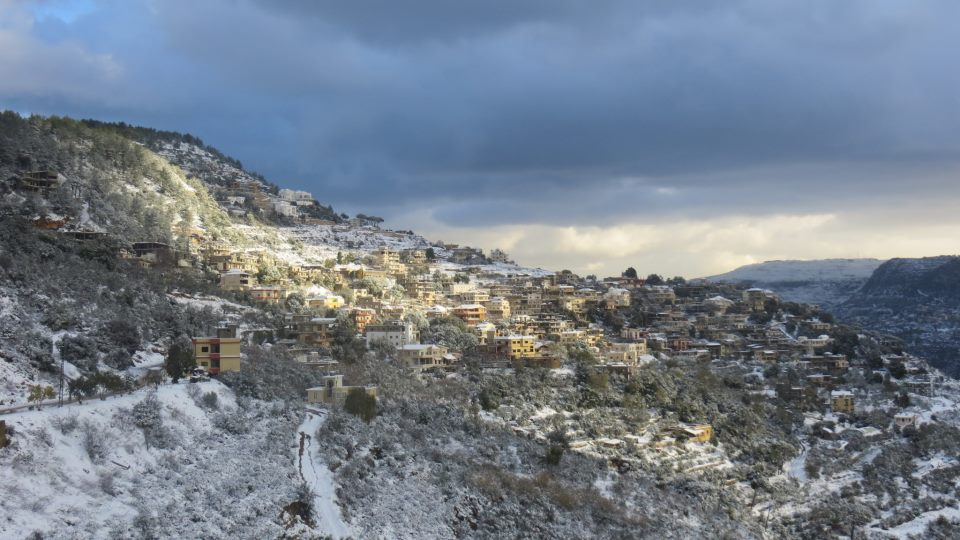
Al-Bennay im Distrikt Alayh

## Gemeinden
- Abey
- Aghmide  Aïn-Dara
- Aïn-El-Jdeidé
- Aïn-Enoub
- Aïn-Rommané
- Aïn Drafile
- Aïn El-Halzoune
- Aïn Ksour
- Ain Saideh
- Aïn Sofar
- Aïn Traz
- Aïnab
- Aïtate
- Alayh
- Aramoun
- Baïssour
- Baouarta
- Bchamoune
- Bdédoune
- Bedghane
- Bhamdoun
- Bhouara
- Bisrine
- Bkhichtay
- Bleibel
- Bmakkine
- Bmehraï
- Bouzridé
- Bsous
- Btallaoun
- Btater
- Bteezanieh
- Chamlane
- Chanay
- Charoun
- Chartoun
- Chouaifat Amroussyat
- Chouaifat Oumara
- Chouaifat Qobbat
- Dakkoun
- Deir-Koubel
- Dfoun
- Douair El-Roummane
- EL-Azouniyeh
- El-Bennayé
- El-Fsaïkine
- El-Ghaboun
- El-Kahalé
- El-Kamatiyeh
- El-Mansouriyeh et Aïn-El-Marge
- El-Mechrefeh
- El-Mreijate
- El-Ramliyeh
- El-Rejmeh
- Habramoun
- Homs et Hama
- Houmale
- Kaïfoun
- Kfar-Aammay
- Kfar Matta
- litige
- Maasraïti
- Majdel Baana
- Mazraet El-Nahr
- Mchakhté
- Mejdlaya
- Rechmaya
- Remhala
- Roueissat El-Naaman
- Sarahmoul
- Selfaya
- Souk-El-Gharb
- Taazanieh

## Bevölkerung
So wie die benachbarten Distrikte Chouf und Zahlé ist Alayh einer der religiös vielfältigsten im Libanon. Die größte Konfession im Distrikt ist die Drusische, gefolgt von der Maronitischen Kirche und Griechisch-orthodoxen Christen. Im Distrikt ist auch eine kleine Schiitisch-muslimische Minderheit vertreten. Schätzungsweise 54,6 % der Einwohner sind Drusen, 40,7 % Christen und 4,6 % Muslime.